# Rudolf Konrad
Pour les articles homonymes, voir Konrad.
Rudolf Karl Peter Georg Konrad (7 mars 1891 – 10 juin 1964) est un General der Gebirgstruppe dans la Heer dans la Wehrmacht durant la Seconde Guerre mondiale.
Il a été récipiendaire de la Croix de chevalier de la Croix de fer. Cette décoration est attribuée pour récompenser un acte d'une extrême bravoure sur le champ de bataille ou un commandement militaire avec succès.

## Biographie
Le 10 juillet 1910, Konrad rejoint le 1er régiment d'artillerie de campagne (de) de l'armée bavaroise en tant qu'aspirant officier et participe à la Première Guerre mondiale en tant qu'officier.
Rudolf Konrad est capturé en 1945 et libéré en 1947.
La caserne militaire de la Bundeswehr General-Konrad-Kaserne située à Bad Reichenhall a été nommée en son honneur en 1966 mais elle a été rebaptisée le 1er août 2012 « caserne Hochstaufen » en raison de l'attitude résolument antisémite du général ainsi que des crimes de guerre dont il était tenu pour responsable.

## Décorations
- Croix de fer (1914)
  - 2e Classe (5 novembre 1914)
  - 1re Classe (11 juin 1916)
- Insigne des blessés (1914)
  - en Noir (1er août 1918)
- Croix d'honneur
- Médaille de l'Anschluss
- Médaille des Sudètes avec barrette du Château de Prague (9 août 1939)
- Agrafe de la Croix de fer (1939)
  - 2e Classe (18 septembre 1939)
  - 1re Classe (2 octobre 1939)
- Médaille du Front de l'Est (25 août 1942)
- Croix allemande en Or (23 février 1944)
- Croix de chevalier de la Croix de fer
  - Croix de chevalier le 1er août 1942 en tant que General der Gebirgstruppe et commandant du XXXXIX. Gebirgskorps[1]
- Mentionné dans le bulletin radiophonique Wehrmachtbericht (27 juillet 1942)
- Ordre de Michel le Brave
  - 3e Classe (20 octobre 1943)